# Operacja biełgorodzko-bogoduchowska

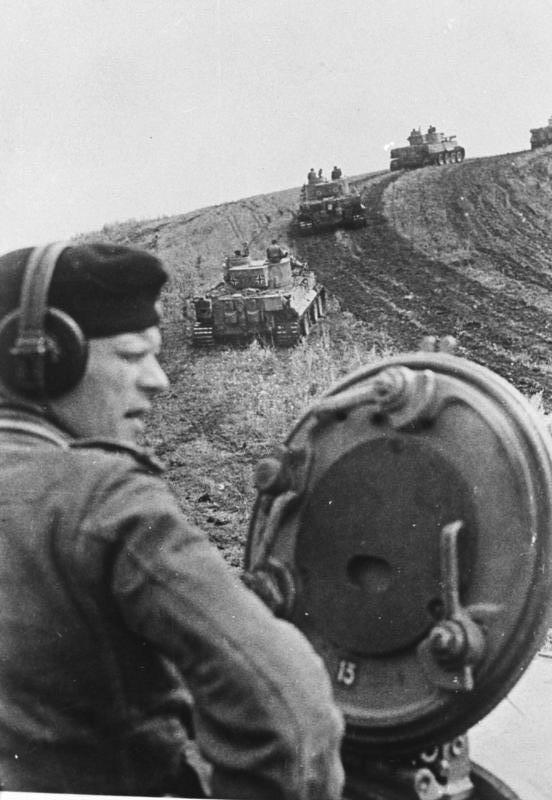
Niemieckie czołgi PzKpfw VI Tiger podczas zajmowania pozycji na wzgórzu w pobliżu Biełgorodu, 13 sierpnia 1943 roku

Operacja biełgorodzko-bogoduchowska – operacja przeprowadzona przez Armię Czerwoną przeciwko wojskom niemieckim między 3 a 14 sierpnia 1943 roku na froncie wschodnim podczas II wojny światowej. Była ona częścią operacji biełgorodzko-charkowskiej, jednej z dwóch radzieckich kontrofensyw rozpoczętych przez Armię Czerwoną po zatrzymaniu niemieckiej ofensywy na łuk kurski (operacji Cytadela). W wyniku operacji biełgorodzko-bogoduchowskiej wyzwolone zostało miasto Biełgorod i okoliczne miejscowości, co umożliwiło Armii Czerwonej kontynuowanie ofensywy w kierunku Charkowa.

## Wstęp
Podczas bitwy na łuku kurskim niemieckie oddziały pancerne na południe od Kurska nie zdołały przedrzeć się przez pozycje obronne Frontu Woroneskiego w sektorze biełgorodzkim. Po zakończeniu operacji „Cytadela” Rosjanie rozpoczęli operację biełgorodzko-charkowską (3 sierpnia 1943 roku), której głównym celem było wyzwolenie Biełgorodu i Charkowa. 23 lipca siły niemieckiego XI Korpusu Armijnego powróciły do swoich starych, dobrze umocnionych pozycji po obu stronach Biełgorodu. Ich potencjał bojowy podczas ofensywy na Kursk zmniejszył się o połowę.

## Przebieg operacji
3 sierpnia 1943 roku wojska frontów Woroneskiego i Stepowego nacierając szerokim frontem, długości 175 km, pomiędzy miejscowościami Sumy i Wołczańsk sforsowały rzekę Worskła i wdarły się w głąb pozycji obronnych 332. i 167. Dywizji Piechoty na głębokość 100 km. Wyzwoliły obszar pomiędzy Tomarowką a Biełgorodem aż pod Bogoduchow odrzucając tym samym osłabioną 19. Dywizję Pancerną. Mniej więcej w południe 5 sierpnia Biełgorod, a także oddziały XI Korpusu Armijnego gen. Erharda Rausa broniącego miasta, zostały okrążone przez nacierające wojska radzieckie, rozpoczynając zaciekłe walki uliczne. Do godz. 18:00 Biełgorod został wyzwolony przez Armię Czerwoną. Oddziały XI Korpusu Armijnego oczekiwały wsparcia ze strony niemieckiej Grupy Operacyjnej „Kempf” i 4. Armii Pancernej w obronie miasta. Generał Raus wyjaśniał:
3 sierpnia po ciężkim, godzinnym, ostrzale artyleryjskim, Rosjanie rozpoczęli ofensywę wzdłuż głównego traktu Biełgorod – Kursk. Celem natarcia było opanowanie Biełgorodu, gdzie znajdowała się linia rozgraniczenia między 4. Armią Pancerną a Grupą Operacyjną „Kempf” i tym samym rozcięcie linii obronnej. Armia Czerwona odniosła tutaj całkowity sukces. Zmasowany ostrzał artyleryjski Rosjan trafił w pozycje 167. Dywizji Piechoty znajdujące się w rowach przeciwczołgowych ulokowanych kilka kilometrów przed linią umocnień. W krótkim czasie duża liczba czołgów Armii Czerwonej przekroczyła te rowy przeciwczołgowe, a do południa kwaterę dowództwa korpusu i weszły głęboko w głąb niemieckich pozycji, przez cały czas ostrzeliwując nasze uciekające jednostki. Następnego ranka (6 sierpnia) po intensywnym nocnym marszu, radzieckie przednie jednostki dotarły do kwatery głównej 4. Armii Pancernej w Bogoduchowie. Ponieważ 4. Armia Pancerna dowodzona przez gen. płk. Hermanna Hotha nie miała żadnych rezerw, aby zamknąć dziesięciokilometrową wyrwę w swoich pozycjach pomiędzy Tomarowką a Biełgorodem, czy nawet próbować powstrzymać olbrzymią liczbę radzieckich czołgów, które wdarły się już na głębokość 100 km, to tym samym radzieckie przednie jednostki dotarły do terenu na północny wschód od Połtawy i Achtyrki już 7 sierpnia. To ilustruje niebezpieczną sytuację, z którą zetknął się XI Korpus Armijny, toczący walki na wschodnim odcinku frontu. Już pierwszego dnia ofensywy XI Korpus Armijny został zaatakowany od tyłu przez oddziały pancerne wroga, umiejscowione 30 km w głąb naszych pozycji. Te jednostki pancerne parły bezlitośnie na naszą niechronioną lewą flankę. W tym krytycznym momencie XI Korpus Armijny nie tylko, że został pozostawiony samemu sobie, ale dodatkowo został jeszcze osłabiony przez bezpośredni rozkaz Führera, który nadszedł w ostatnich minutach ofensywy i który żądał, aby Biełgorod został utrzymany bez względu na okoliczności. Korpus tym samym tkwił głęboko na terytorium wroga, co mogło doprowadzić do kompletnego rozproszenia i całkowitego okrążenia. To oznaczało poszerzenie istniejącej wyrwy Biełgorod – Tomarowka z 25 do 80 km i natychmiastową utratę kilku dywizji. Mając to na myśli podjąłem decyzję o rozpoczęciu działań opóźniających na poszczególnych pozycjach i wycofanie się aż do Charkowa i utrzymanie tego miasta. W nocy z 5 na 6 sierpnia wydałem rozkaz odwrotu 168. Dywizji Piechoty (walczącej na lewej flance korpusu i stawiającej opór na północ od Biełgorodu). Ewakuowaliśmy się z miasta prowadząc intensywne walki uliczne i zajęliśmy nową linię obrony przygotowaną na wzgórzu bezpośrednio na południe od Biełgorodu.
Niemieckie początkowe siły wynosiły 60 000 żołnierzy, w tym 18 000 członków Hitlerjugend. Podczas gdy zamiarem Niemców było odciąć klin utworzony przez natarcie Armii Czerwonej w punkcie pomiędzy Borisowką a Grajworonem na południe od rzeki Worskła, to gwałtowne tempo ofensywy frontów Woroneskiego i Stepowego oznaczało, że w momencie kiedy kontrataki zostały przeprowadzone, miasto było już opuszczone 5 sierpnia, a niemieckie siły skupiły się wówczas na obronie Charkowa. Siły zmotoryzowane Wehrmachtu kierowały się na spotkanie z głównym uderzeniem armii pancernych radzieckiego frontu. Kontrataki Niemców zostały przeprowadzone przez III Korpus Pancerny Grupy Operacyjnej „Kempf” w rejonie Olszany i przez XLVIII Korpus Pancerny 4. Armii Pancernej stosując manewr „szczypiec” w rejonie Krasnokucka i Achtyrki. W walkach, które miały miejsce po obu stronach rzek Merla i Merczik przewaga niemieckich dywizji pancernych była oczywista, pomimo tego że były one w walce bezustannie od 5 lipca. Podczas gdy 5. Dywizja Pancerna SS „Wiking” oraz 3. Dywizja Pancerna prowadziły głównie operacje obronne, to 2. Dywizja Pancerna SS „Das Reich” i 3. Dywizja Pancerna SS „Totenkopf” niwelowały ataki radzieckich jednostek na południe od rzek i Bogoduchowa. Tak jak w bitwie pod Prochorowką Rosjanie dysponowali olbrzymią przewagą w liczbie czołgów. Zarówno 1. Armia Pancerna, jak i 5. Gwardyjska Armia Pancerna rozpoczęły działania mając ponad 500 czołgów każda. Z kolei dywizje SS nie miały więcej niż 30 do 50 czołgów przez cały sierpień. Mimo tego radzieckie próby dotarcia do linii kolejowej były udaremniane przez Niemców i kończyły się potężnymi stratami w ludziach i czołgach. Uderzenia 1. Armii Pancernej gen. por. Michaiła Katukowa zostały kilkakrotnie odcięte na południe od rzeki Merczik i zniszczone przez III Korpus Pancerny. Próby 5. Gwardyjskiej Armii Pancernej gen. por. Pawła Rotmistrowa polegające na dotarciu do linii kolejowej na wschód od Bogoduchowa były udaremniane przez 3. Dywizję Pancerną i dywizję „Wiking”. „Totenkopf” przeprowadziła atak, który odciął jednostki piechoty i pancerne od 27. Armii i 6. Gwardyjskiej Armii Frontu Woroneskiego na południe od Krasnokucka, a potem zniszczył linię zaopatrzenia w kierunku Kołomaku, na południe od Konstantinowki. Kolejne ataki okrążające dezorganizowały jednostki kilku radzieckich dywizji i zniszczyły większość z nich po krótkich walkach. Następnie „Totenkopf” sforsowała rzekę Merla i połączyła się z przednimi jednostkami 4. Armii Pancernej w Parchomowce. Jednak „Grossdeutschland” była zmuszona do wycofania się z tego miasta, w związku z parciem sił radzieckich na jej północnej flance i tym samym sukces nie pociągnął za sobą kolejnych.

## Po operacji
Ogólna liczba ofiar operacji to 72 000 zabitych. Niemcy stracili ok. 20 000 żołnierzy, w tym 6000 członków Hitlerjugend. Po tym jak Biełgorod został wyzwolony 5 sierpnia 1943 roku przez wojska Frontu Woroneskiego droga stała otworem do wyzwolenia Charkowa.